# Qiu Bo
Qiu Bo (Neijiang, 31 de janeiro de 1993) é um saltador chinês, medalhista olímpico. 

## Carreira

### Londres 2012
Qiu Bo representou seu país nos Jogos Olímpicos de Verão de 2012, na qual conquistou uma medalha de prata, na plataforma de 10m. 